# 義大利交通

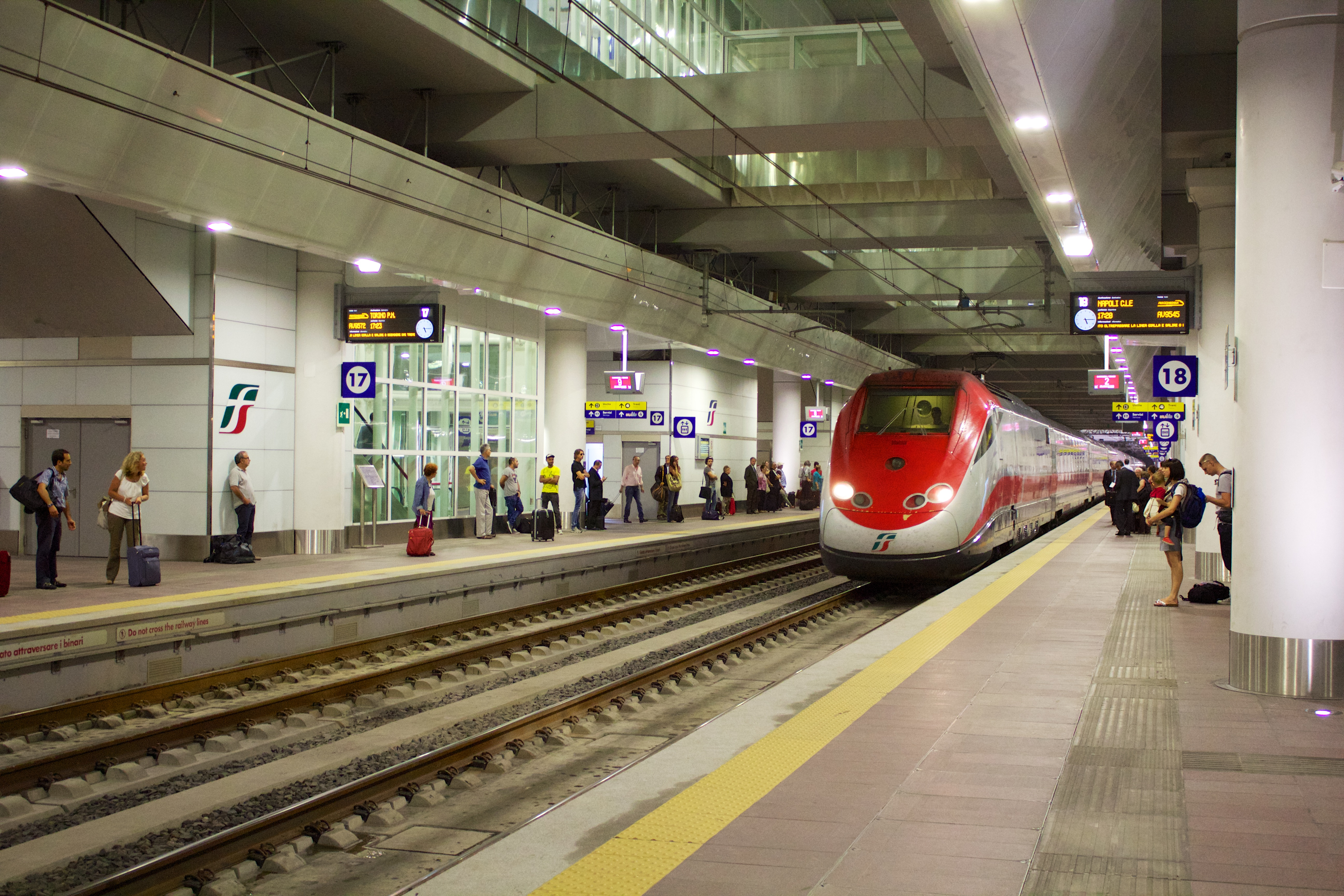
義大利北部波隆納城市的火車站

義大利的自阿爾卑斯山脈延伸至地中海三面環海，交通上高速鐵路-城際鐵路-都市捷運-公路-航空-港口——彼此疊合又互補，公營和私營交通都十分發達。
義大利鐵路交通發達，特別是在北義大利。義大利鐵路全長19,394 km（12,051 mi），其中18,071 km（11,229 mi）是標準軌距，11,322 km（7,035 mi）實現電氣化。義大利國鐵主要運營各都市之間的中長距離路線，並且運營有高速鐵路。而城市內部的通勤鐵路路線主要由私營企業運營。也可通過鐵路從義大利各鄰國達到義大利。義大利的公路網遍布全國各地，全長約487,700公里。義大利的大多數公路都是收費公路。2010年時，義大利平均每1000人有690輛汽車。義大利海岸線漫長，因此港口和海運也十分發達。義大利全國有132個機場。
2021年藉由歐盟復甦基金（PNRR）挹注，政府承諾 €345 億投入永續交通與減碳轉型，包括鐵道南延、都市軌道與氫/電巴士採購